# Ornithogalum creticum
Ornithogalum creticum ist eine Pflanzenart aus der Familie der Spargelgewächse (Asparagaceae).

## Beschreibung
Ornithogalum creticum ist eine ausdauernde, krautige Zwiebelpflanze, die Wuchshöhen von meist (20) 30 bis 50 (80) Zentimetern erreicht. Die Blütenblätter sind innen hell grünlich und haben einen grünen Außenstreifen, welcher aus 4 bis 6 getrennten grünen Nerven besteht. Sie sind 7 bis 11 Millimeter groß und die Ränder sind der Länge nach eingerollt. Der Fruchtknoten ist kugelig, 2,5 bis 3,3 Millimeter groß und besitzt 13 bis 18 Samenanlagen je Fach. Die Oberfläche der Samen ist faltig uneben. Die Griffel sind (3) 3,5 bis 4,5 (5) Millimeter groß und grün.
Die Blütezeit reicht von (Mai) Juni bis September.
Die Chromosomenzahl beträgt 2n = 28.

## Vorkommen
Ornithogalum creticum kommt auf Kreta und Karpathos, auf Thira, Astypalea sowie auf zahlreichen Kleininseln der südöstlichen Kykladen vor. Er siedelt in Phrygana und in Felsspalten in Höhenlagen von 0 bis 1500 (2000) Meter.